# پس از بیست سال
پس از بیست سال رمانی تاریخی، نوشته سلمان کدیور است که به وقایع بعد از درگذشت محمد در صدر اسلام می‌پردازد. این کتاب برنده دو جایزه در سال ۱۳۹۸ برای بهترین داستان بلند شد.

## موضوع
این کتاب در هفت فصل و ۷۵۰ صفحه نوشته شده‌است؛ هر فصل از تعدادی بخش تشکیل شده‌است. این اثر داستانی در مورد حوادث صدر اسلام است که از دوران علی بن ابیطالب آغاز و به پس از حادثه عاشورا ختم می‌شود.
نگارش این رمان چهار سال زمان برده‌است. در این رمان به یک مقوله تاریخی در قالب داستان پرداخته شده‌است. همچنین تلاش شده‌است که نزاع و درگیری از دو قرائت از اسلام به تصویر کشیده شود.

## جوایز
- در سال ۱۳۹۸[۷]این کتاب در دوازدهمین دوره جایزه ادبی جلال آل‌احمد به عنوان اثر برگزیده در بخش رمان و داستان بلند و به دلیل «کوشش مؤثر در زمینه دراماتیک کردن تاریخ و وقایع دینی و هویتی» انتخاب شد.[۱]
- در سال ۱۳۹۸[۷] در هفدهمین دوره جایزه قلم زرین شایسته تقدیر شناخته شد.[۸]

## دربارهٔ نویسنده
سلمان کدیور متولد ۱۳۶۵ در شیراز است و تحصیلات خود را تا سطح کارشناسی ارشد ادامه داده‌است.

## نقد و بررسی
- احمد شاکری از منتقدان ادبیات داستانی[۱۰] مهم‌ترین معیار تقسیم‌بندی و تفکیک جبهه حق و باطل در رمان را برگرفته از معیار عدالت‌خواهی می‌داند که این رویکرد عدالت خواهانه تبدیل به کنش داستانی نشده‌است. وی همچنین معتقد است بررسی شخصیت علی بن ابیطالب در رمان نیازمند پردازش بیشتری بوده‌است.[۱۱]
- وحید یامین‌پور رمان را سه وجهی می‌داند. رمانی در حوزه تاریخ، حکمت و کلام. وی با رد مسئله «ساده انگاری دربارهٔ تحولات تاریخی» در این کتاب تأکید می‌کند نویسنده توانسته در پیچیدگی‌ها عمیق شود. یامین‌پور توضیح دقیق دیوان سالاری اموی، طبقه‌بندی افراد و دقت در ریشه‌های اخلاقی گرایش‌های سیاسی را از مزیت‌های کتاب می‌داند.[۲]
- سید مجید پورطباطبایی نیز تأکید می‌کند دیوان سالاری معاویه، برخوردهای معاویه با مسائل مختلف، پرداختن به مسئله «سلیم» و انتخاب وی به عنوان فرمانده در جنگ رومیان، حدوداً تعداد ۳۵۰ صفحه را به خود اختصاص داده‌است که می‌توانست با اجمال بیشتری مطرح شود.[۲]
- سید علی خامنه‌ای این اثر را «یک عاشقانهٔ جذاب تاریخی قوی» خوانده‌است که «خیلی خوب از کار درآمده است.»[۵]
- اکبر صحرائی انتخاب موضوع و قلم سلیس و روان و تازگی و نوآوری در داستان‌نویسی را از نقاط قوت این اثر می‌داند. وی معتقد است تحقیقات قوی و تسلط بر موضوع در کنار قلم خوب باعث می‌شود باورپذیری کار افزایش یابد.[۱۲]